# Opisthopsis rufithorax
Opisthopsis rufithorax är en myrart som beskrevs av Carlo Emery 1895. Opisthopsis rufithorax ingår i släktet Opisthopsis och familjen myror. Inga underarter finns listade i Catalogue of Life.